# Paranacity
Paranacity é um município brasileiro do estado do Paraná. Sua população estimada em 2018 era de 11 361 habitantes.

## História
O desbravamento da área onde se encontra o município de Paranacity, foi iniciado no ano de 1949, através da Imobiliária Progresso Ltda, de propriedade dos senhores Rajah Eid e Faiez Eid, responsáveis pela colonização e vendas de lotes urbanos e rurais a civilizadores oriundos dos mais diversos pontos do país.
Entre seus pioneiros, estão: Mamed Kalil Dabian, Adão José Da Silva, João Lopes Moron, Pedro Paulo Venério, João Galdino Inocêncio, João Chemim, Francisco José Munhoz, Abílio Fagundes De Souza, Nelson Audi, Emilio Audi, José Evangelista de Lima Ribeiro.
Em 1951 a comunidade já apresentava um ativo comércio, a boa qualidade das terras atraía a cada dia mais e mais famílias, consequentemente surgiam as primeiras propriedades rurais.
Em 1953, no dia 10 de fevereiro, foi elevada a Distrito Administrativo de Nova Esperança e passou a contar na Câmara Municipal de Nova Esperança com seu primeiro vereador eleito: Alidi Ropelato. Nessa época já contava com diversos estabelecimentos comerciais, um posto de gasolina (José Evangelista de Lima Ribeiro), um médico (Dr. Pedro Bochinia), primeiro Advogado, Dr. Benedicto José Ribeiro.
Através de inúmeras reivindicações de seus moradores, no dia 26 de novembro de 1954, de acordo com a Lei estadual nº 253, foi elevado a Município, desmembrando-se de Nova Esperança. O projeto de Emancipação Política foi de autoria do Deputado Estadual Hélio Setti.
A instalação solene deu-se no dia 4 de dezembro de 1955, com a posse de seu primeiro prefeito eleito Venério Paulo Venério. A primeira Câmara de Vereadores ficou assim constituída: Alide Ropelato, Narbal Orestes May, José Gomes da Silva, Amador Bortoleto, Mamoro Sato, Miguel Lima Moreira, Ambrósio Gonçalves Azevedo, Waldemar Alves da Silva e José Cordeiro de Souza.
A denominação Paranacity foi uma forma de prestar homenagem à Grã-Bretanha, onde os fundadores estiveram por longo tempo radicados antes de virem ao Brasil. Significa em inglês city: cidade, e o nome do estado: “Cidade do Paraná”.